# Bernay-Vilbert
Bernay-Vilbert település Franciaországban, Seine-et-Marne megyében. Lakosainak száma 991 fő (2022. január 1.). Bernay-Vilbert Lumigny-Nesles-Ormeaux, Rozay-en-Brie, Voinsles, Aubepierre-Ozouer-le-Repos, La Chapelle-Iger, Chaumes-en-Brie, Courpalay, Courtomer és Fontenay-Trésigny községekkel határos.

## Népesség
A település népességének változása:
| Lakosok száma | 845  | 832  | 835  | 827  | 864  | 905  | 946  | 961  | 991  |
|               | 2013 | 2015 | 2016 | 2017 | 2018 | 2019 | 2020 | 2021 | 2022 |